# 1985 في الكويت

## المناصب
- أمير الدولة: جابر الأحمد الصباح
- رئيس الوزراء وولي العهد: سعد العبد الله السالم الصباح

## أحداث
- تفجيرات المقاهي الشعبية 1985

## مواليد
- بدر المطوع - لاعب كرة قدم
- فهد عوض - لاعب كرة قدم
- خالد القحطاني - لاعب كرة قدم
- علي الكندري - لاعب كرة قدم
- طلال نايف - لاعب كرة قدم
- هند البلوشي - ممثلة
- حمد العماني - ممثل
- أحمد الخميس - ممثل
- فارس عاشور - ممثل
- عبد الله مال الله - مذيع
- هاشم أسد الله - مذيع
- ميثم بدر - ممثل
- عبد العزيز الحشاش - ممثل
- ريم النجم - مذيعة
- ريما الفضالة - ممثلة
- عبد العزيز الحشاش - كاتب
- مشاري الخراز - داعية